# زیردریایی پشتیبانی تیپ ۹۲۵
زیردریایی پشتیبانی تیپ ۹۲۵ (به انگلیسی: Type 925 submarine support ship) یک زیردریایی است که طول آن ۵۱۲ فوت (۱۵۶ متر) می‌باشد.